# Bridges (Calum Scott)
Bridges è il secondo album in studio del cantante britannico Calum Scott, pubblicato il 17 giugno 2022.

## Descrizione
A livello testuale, l'album si incentra principalmente sui temi della resilienza e dell'amore. Il tema della resilienza è stato affrontato principalmente come risposta all'esperienza del lockdown vissuta durante la pandemia di COVID-19. L'album affronta inoltre il tema dell'omofobia nel brano Boys in the Street, quinto singolo estratto dall'album in cui si parla di un padre che per la quasi totalità della vita non accetta l'omosessualità del figlio.

## Tracce
1. Biblical – 3:49
2. If You Ever Change Your Mind – 3:25
3. Run with Me – 3:21
4. The Way You Loved Me – 3:13
5. Flaws – 3:28
6. Heaven – 3:14
7. Rise – 3:36
8. Last Tears – 2:44
9. Half a Man – 3:25
10. Goodbye, Again – 3:01
11. I'll Be There – 3:46
12. Cross Your Mind – 3:32
13. Boys in the Street – 3:56
14. Bridges – 3:20

## Classifiche
| Classifica (2022) | Posizione massima |
| ----------------- | ----------------- |
| Australia         | 12                |
| Regno Unito       | 48                |
| Svizzera          | 6                 |